# وال-دور
وال-دور (به فرانسوی: Val-d'Or) شهرکی در منطقه شهری لا وله-دو-لور ناحیه آبیتیبی-تمیسکامنگ در استان کبک کانادا است. در سرشماری سال ۲۰۱۱ این شهرک ۳۲٬۰۸۹ نفر جمعیت داشته‌است و مساحت آن ۳٬۹۵۸٫۱۳ کیلومتر مربع است.